# برنارد راجزمن
برنارد راجزمن (انگلیسی: Bernard Rajzman) بازیکن سابق والیبال تیم ملی برزیل است. او یک یهودی است و در ریو دو ژانیرو به دنیا آمده‌است. برنارد در سال ۲۰۰۵ در سالن مشاهیر والیبال عضو شد. برنارد در حال حاضر عضو کمیته المپیک برزیل است.